# Pamětní medaile 12. československého střeleckého pluku generála M. R. Štefánika
Pamětní medaile 12. československého střeleckého pluku generála M. R. Štefánka, je pamětní medaile, která byla založena v roce 1948 při příležitosti 30. výročí vzniku této vojenské jednotky.
Medaile je ražena z bronzu a předávala se v papírové krabičce s malou stužkou a udělovacím dekretem.